# 劉賢 (演義)
劉 賢（りゅう けん）は、中国の通俗歴史小説『三国志演義』に登場する架空の人物。零陵太守劉度の子という設定。『演義』第52回に登場する。嘉靖本・李卓吾本などでは「劉延」に作っており、李卓吾本に基づいた『通俗三国志』、さらにはこれに基づいた吉川英治の小説『三国志』などの創作作品でも劉延と表記されている。白馬の戦いや関羽の千里行で登場した東郡太守劉延と同一人物の設定とされているかどうかは不明。

## 物語中の活躍
| 姓名         | 劉賢     |
| 出身地       | -        |
| 職官         | -        |
| 陣営・所属等 | 劉度     |
| 家族・一族   | 父：劉度 |

劉備率いる軍が、荊州南方4郡を接収しようと、真っ先に零陵に攻め寄せてきたため、太守劉度は劉賢と協議する。劉賢は、「万夫不当の荒武者」邢道栄を推挙して迎撃を主張し、1万余りの軍勢を率いて城外に布陣する。劉備軍が攻め寄せてくると、劉賢は邢道栄に命じて劉備軍を迎撃させる。しかし、邢道栄は趙雲、張飛らに敵し得ず、捕えられてしまう。
内応するとの約束で解放された邢道栄が戻ってくると、その進言を容れて、劉賢は内応を信じて攻め寄せてくる劉備軍を空陣に誘い込んで奇襲する策をとる。劉賢・邢道栄は、攻め寄せてきた劉備軍に計略どおり奇襲をしかけ、さらに陣を出て劉備軍を追撃する。ところが、劉備軍はこの策をすべて見通しており、劉賢らは逆に劉備軍の伏兵に包囲、攻撃されてしまう。こうして、邢道栄は趙雲に討ち取られ、劉賢も張飛に生け捕りとされる。
劉賢は諸葛亮の前に引き立てられると、策略の責任を全て邢道栄に押し付けて命乞いする。釈放された劉賢は、父の劉度に降伏するよう説き、劉度もそれに従う。劉度は太守として留められ、劉賢は荊州で軍務に服することになる。
これ以後、劉賢は登場しない。